# Max Vasmer
Max Vasmer (Max Julius Friedrich Vasmer ; en russe : Макс Ю́лиус Фри́дрих Фа́смер, forme russifiée Максимилиан Романович Фасмер Maksimilian Romanovitch Fasmer; né le 28 février 1886, mort le 30 novembre 1962) est un linguiste allemand né en Russie, qui s'est intéressé à des questions d'étymologie dans les langues indo-européennes, finno-ougriennes et turciques, ainsi qu'à l'histoire des peuples slaves (slavistique), baltes, iraniens et finno-ougriens.

## Biographie
Vasmer naît à Saint-Pétersbourg de parents allemands et il est diplômé de l'université impériale de Saint-Pétersbourg en 1907. En 1907-1908, il voyage en Grèce (Athènes, Salonique), où il étudie les dialectes grecs ainsi que l'albanais. À partir de 1910, il donne des cours à l'université de Saint-Pétersbourg. Pendant la Guerre civile russe, il exerce aux universités de Saratov et de Youriev (aujourd'hui Tartu, en Estonie).
En 1921, il s'installe à Leipzig, où il fonde en 1924 la revue de Philologie slave (Zeitschrift für Slavische Philologie), puis plus tard à Berlin. En 1938-1939, il donne des cours à l'Université Columbia à New York. C'est là qu'il s'attelle à la réalisation de son œuvre principale, le Dictionnaire étymologique de la langue russe. Il prononce l'éloge du professeur Alexander Brückner à Berlin-Wilmersdorf en 1939 et reprend la chaire d'études slavistiques de l'université de Berlin.
Il essaye d'intervenir en 1940 en faveur des universitaires polonais arrêtés au cours de la Sonderaktion Krakau et s'engage aussi en faveur des slavistes poursuivis.
En 1944, la maison de Vasmer à Berlin est bombardée, et la plupart de ses documents sont détruits. Malgré tout, Vasmer persévère dans son travail, qui sera finalement publié sous forme de trois volumes par l'université de Heidelberg de 1950 à 1958 sous le titre de Russisches Etymologisches Wörterbuch.
Après la guerre, il reprend en 1946 ses cours à l'université Humboldt de Berlin. Après avoir été professeur invité en 1947-1948 à Stockholm, il retourne à Berlin-Ouest, et enseigne de 1949 à 1956 à l'université libre de Berlin. Il meurt à Berlin-Ouest le 30 novembre 1962, et est inhumé au cimetière évangélique de Berlin-Nikolassee à Steglitz-Zehlendorf.

## Postérité
Une traduction russe du dictionnaire de Vasmer, amplement commentée par Oleg N. Troubatchev, a été publiée de 1964 à 1973. Elle reste à ce jour la source qui fait le plus autorité pour l'étymologie des langues slaves. La version russe est disponible sur le site La Tour de Babel de Sergueï Starostine.
Une autre œuvre monumentale dirigée par Max Vasmer fut la compilation d'un dictionnaire en plusieurs volumes des hydronymes russes. Il fut aussi l'initiateur d'un projet encore plus important, qui fut complété par une équipe de chercheurs après sa mort : la création d'un répertoire géographique en 11 volumes qui comprenait pratiquement tous les noms de lieux peuplés en Russie, à partir aussi bien de sources pré-révolutionnaires que soviétiques.

## Œuvres
- (de) Russisches etymologisches Wörterbuch (ru). Winter, Heidelberg 1950-1958.
- (de) Die griechischen Lehnwörter im Serbo-Kroatischen. De Gruyter, Berlin 1944.
- (de) Russische Grammatik. 7e édition. De Gruyter, Berlin 1971  (ISBN 978-3-11-001933-9) (en collaboration avec Erich Berneker; paru dans la Collection Göschen).
- (de) Russisches Geographisches Namenbuch. Fondé par Max Vasmer, publié par Herbert Bräuer, Mainz.
- (de) Die Slaven in Griechenland. Berlin 1941, Leipzig 1970.

## Sources
- (en) Cet article est partiellement ou en totalité issu de l’article de Wikipédia en anglais intitulé « Max Vasmer » (voir la liste des auteurs).

- (de) Cet article est partiellement ou en totalité issu de l’article de Wikipédia en allemand intitulé « Max Vasmer » (voir la liste des auteurs).